# 7 januari
7 januari är den 7:e dagen på året i den gregorianska kalendern. Det återstår 358 dagar av året (359 under skottår).

## Återkommande bemärkelsedagar

### Helgdagar
- Ortodoxa kyrkan: Den verkliga juldagen, sedan 2001 allmän helgdag i Egypten
- Sverige: Knutsdagen (fram till 1680)

### Flaggdagar
- Italien: Flaggans dag
- Kambodja: till minne av slutet på röda khmerernas diktatur 1979.

## Namnsdagar

### I den svenska almanackan
- Nuvarande – August och Augusta
- Föregående i bokstavsordning
  - August – Namnet infördes på dagens datum 1811, som en hedersbetygelse åt den året innan avlidne svenske tronföljaren Karl August, och har funnits där sedan dess.
  - Augusta – Namnet infördes 1831 på 9 september, som en hyllning till kronprins Oscar (I):s och kronprinsessan Josefinas nyfödda dotter Eugénie, som även hette Augusta. 1993 flyttades det till dagens datum och har funnits där sedan dess.
  - Knut – Namnet fanns, även i formen Knut hertig, på dagens datum fram till 1680 till minne av den danske hertigen Knut Lavard, som dog denna dag 1131. 1680 flyttades det till 13 januari, där det har funnits sedan dess, och istället blev till minne av den danske kungen Knut den helige. Den latinska formen Canutus har även funnits på 10 juli (Knut den heliges dödsdag 1086).
  - Lucianus – Namnet infördes, till minne av den syriska teologen och martyren Lukianos av Antiochia från 300-talet, på dagens datum 1680, då Knut flyttades, och fanns kvar fram till 1811, då det utgick och ersattes av August.
  - Öjar – Namnet infördes på dagens datum 1986, men utgick 1993.
  - Örjan – Namnet infördes på dagens datum 1986, men flyttades 1993 till 9 juli, där det har funnits sedan dess.
- Föregående i kronologisk ordning
  - Före 1680 – Knut eller Knut hertig
  - 1680–1810 – Lucianus
  - 1811–1900 – August
  - 1901–1985 – August
  - 1986–1992 – August, Öjar och Örjan
  - 1993–2000 – August och Augusta
  - Från 2001 – August och Augusta
- Källor
  - Brylla, Eva (red.): Namnlängdsboken, Norstedts ordbok, Stockholm, 2000. ISBN 91-7227-204-X
  - af Klintberg, Bengt: Namnen i almanackan, Norstedts ordbok, Stockholm, 2001. ISBN 91-7227-292-9

### Finlandssvenska almanackan
- Nuvarande från 1973[1] – August, Augusta
- I föregående revideringar[a][2]
  - 1929–1949 – August, Augusta
  - 1950–1972 – August

## Händelser
- 49 f.Kr. – Den romerska senaten beslutar att Julius Caesar, som har slagit läger vid floden Rubicon, måste lämna befälet över sin armé. Caesars svar blir att tre dagar senare gå över floden med sina trupper och, med de berömda orden ”Tärningen är kastad” och därmed inleda det romerska inbördeskriget.
- 1325 – Sedan Dionysius I har avlidit efterträds han som kung av Portugal av sin son Alfons IV.
- 1558 – Franska trupper ledda av hertig Frans av Guise erövrar den nordfranska staden Calais från engelsmännen efter en kort belägring. England, som har varit i besittning av staden sedan 1347, har därmed en enda besittning på den europeiska kontinenten, nämligen Gibraltar.
- 1566 – Sedan Pius IV har avlidit året innan väljs Michele Ghislieri till påve och tar namnet Pius V.
- 1598 – Sedan Fjodor I har avlidit dagen före griper Boris Godunov makten i Ryssland och utropar sig till rysk tsar. Därmed inleds den period i Rysslands historia, som kommer att få namnet stora oredan och vara fram till 1613. Under denna period kämpar en rad olika kandidater om tsartiteln och även flera utländska makter (däribland Sverige) blandar sig i spelet.
- 1608 – En eldsvåda förtär den engelska kolonin Jamestown i Virginia på den nordamerikanska östkusten.
- 1610 – Astronomen Galileo Galilei observerar för första gången Jupiters fyra största månar.
- 1626 – Svenskarna besegrar under Gustav II Adolfs befäl polackerna, som leds av Stanislaw Sapieha, i slaget vid Wallhof i Kurland.
- 1656 – Fördraget i Königsberg sluts mellan Sverige och kurfursten av Brandenburg, varvid detta land får suveränitet över Ostpreussen. Den svenske kungen Karl X Gustav tvingas därmed ge upp planerna på att erövra hela polska kusten.
- 1709 – Den svenske kungen Karl XII låter storma den ryska staden Vepryk med stora svenska förluster som följd. Staden bränns ner och är idag endast en liten by.
- 1810 – Den nyvalde svenske tronföljaren, den danske prinsen Karl August, anländer till Sverige vid Svinesund.
- 1865 – Alingsås Tidning utkommer med sitt första nummer under namnet Alingsås Weckoblad.
- 1924
  - Den svenska Kvinnornas idrottsriksdag samlas för första gången, varvid Svenska kvinnors centralförbund för fysisk kultur bildas.
  - Internationella landhockeyförbundet (Fédération Internationale de Hockey sur Gazon; FIH) grundas i Paris av ishockeyförbund från Österrike, Belgien, Tjeckoslovakien, Frankrike, Ungern, Spanien och Schweiz.
- 1926
  - Konstmuseet Thielska galleriet på Djurgården i Stockholm, som har kommit i statlig ägo två år tidigare, öppnas för allmänheten.
  - Med anledning av de svåra isförhållandena vid Norrlandskusten beslutar den svenska regeringen att skicka Isbrytaren II, för att assistera nödställda fartyg.
- 1927 – Världens första telefonsamtal mellan två länder genomförs mellan New York och London.
- 1929 – Den amerikanske författaren Edgar Rice Burroughs romanfigur, djungelhjälten Tarzan, publiceras för första gången som dagspresserie, tecknad av Hal Foster.
- 1934 – Den amerikanska dagspresserien Blixt Gordon publiceras för första gången.
- 1942
  - Ransonering av textil införs i Sverige på grund av textilbrist under det pågående andra världskriget.
  - Japanerna inleder en belägring av den filippinska halvön Bataan. När de filippinska och amerikanska försvararna kapitulerar efter tre månader tvingas de ut på en tio mil lång marsch till ett japanskt fångläger, vilken, på grund av de omänskliga förhållanden soldaterna utsätts för, blir känd som dödsmarschen från Bataan.
- 1945 – Ransonering av salt införs i Sverige på grund av saltbrist under det pågående andra världskriget.
- 1949
  - En konferens inleds i Karlstad mellan Sveriges, Norges och Danmarks försvars- stats- och utrikesministrar om eventuellt försvarspolitiskt samarbete mellan länderna. Planerna går dock om intet, när Danmark och Norge går med i försvarsalliansen Nato.
  - En hembiträdeslag införs i Finland, för att reglera de finska hembiträdenas arbetsförhållanden och -tider.[3]
- 1952 – Den amerikanske presidenten Harry S. Truman tillkännager att USA har utvecklat vätebomben.
- 1965 – Pierre Ngendandumwe blir Burundis premiärminister för andra gången, men blir mördad åtta dagar senare.
- 1971 – Schweiz blir det näst sista landet i Europa (före Liechtenstein) som inför kvinnlig rösträtt.
- 1979 – Vietnamesiska trupper intar den kambodjanska huvudstaden Phnom Penh och fördriver röda khmererna, som har behärskat staden och landet sedan 1975. De tvingas då återgå till att föra gerillakrig på landsbygden, vilket de gör fram till 1990-talet, då rörelsen nästan helt försvinner.
- 1989 – Sedan Hirohito har avlidit efterträds han som kejsare av Japan av sin son Akihito.
- 1993
  - Jerry Rawlings, som sedan 1981 har varit ledare för det afrikanska landet Ghana med titeln ”Ordförande för det provisoriska nationella försvarsrådet” utropar sig officiellt till Ghanas president.
  - Gudrun Schyman efterträder Lars Werner som partiledare för det svenska Vänsterpartiet.
- 1999 – Bill Clinton blir den andre amerikanske presidenten genom tiderna att ställas inför riksrätt av den amerikanska kongressen, anklagad för mened och förhindrande av rättvisan.
- 2001 – John Agyekum Kufuor tillträder posten som Ghanas president, efter att i presidentvalet året före ha besegrat John Atta Mills. Detta är första gången makten i Ghana överlämnas fredligt och till en folkvald ledare sedan landet blev självständigt från Storbritannien 1957.
- 2009 – Efter att ha varit president i de högst två perioder, som lagen tillåter, avgår John Agyekum Kufuor som Ghanas president och efterträds av John Atta Mills, som han besegrade i presidentvalet 2000, men som nu själv har vunnit det senaste valet.
- 2015 – Tre gärningsmän tar sig in på en tidningsredaktion i Paris och avfyrar flera skott mot anställda och poliser. 12 personer dödas och flera andra skadas. Frankrikes president går ut i media och säger att händelsen är en terrorattack.

## Födda
- 1355 – Thomas av Woodstock, hertig av Gloucester
- 1624 – Guarino Guarini, italiensk arkitekt
- 1685 – Jonas Alströmer, svensk industriman
- 1768 – Joseph Bonaparte, äldre bror till den franske kejsaren Napoleon I, kung av Neapel och av Spanien
- 1769 – William H. Wells, amerikansk federalistisk politiker, senator för Delaware
- 1777 – Nikolaj Kamenskij, rysk greve och general
- 1800 – Millard Fillmore, amerikansk politiker, USA:s vicepresident och president
- 1806 – Jens Andersen Hansen, dansk politiker
- 1811 – Adolf von Scheurl, tysk jurist och politiker
- 1826 – John Wodehouse, brittisk politiker, earl av Kimberley
- 1844 – Bernadette Soubirous, fransk mystiker, nunna och helgon
- 1863 – John M. Evans, amerikansk demokratisk politiker, kongressledamot
- 1865 – George Grantham Bain, amerikansk nyhetsfotograf
- 1878 – Viktor Segerstedt, svensk stadsarkitekt i Västerås
- 1883 – Andrew Cunningham, brittisk amiral
- 1891 – Maximilian Kolbe, polsk franciskanmunk, martyr och helgon
- 1892 – Dwight W. Burney, amerikansk republikansk politiker, guvernör i Nebraska
- 1896 – Arnold Ridley, brittisk skådespelare och manusförfattare
- 1899 – Francis Poulenc, fransk tonsättare och pianist
- 1903 – Albrecht Haushofer, tysk geopolitiker och professor
- 1915 – Ka Nerell, svensk skådespelare
- 1916 – Elena Ceaușescu, rumänsk politiker, gift med den rumänske diktatorn Nicolae Ceaușescu
- 1919 – Siddhi Savetsila, thailändsk politiker
- 1926 – Gudrun Henricsson, svensk skådespelare och sångare (död 2018)
- 1929
  - Terry Moore, amerikansk skådespelare
  - Kerstin Wibom, svensk skådespelare
- 1931
  - Mack Mattingly, amerikansk republikansk politiker och diplomat, senator för Georgia
  - Pierina Morosini, italiensk saligförklarad jungfru och martyr
- 1934 – Tassos Papadopoulos, cypriotisk politiker, Cyperns president
- 1938 – Lena Granhagen, svensk skådespelare
- 1939 – Birgitta Pettersson, svensk skådespelare
- 1941 – John E. Walker, brittisk kemist, mottagare av Nobelpriset i kemi 1997
- 1945 – Yrsa Stenius, svensk journalist, författare och krönikör
- 1948
  - Ichirou Mizuki, japansk sångare och skådespelare (död 2022)
  - Anders Melander, svensk popmusiker och kompositör
- 1956 – David Caruso, amerikansk skådespelare
- 1960 – Loretta Sanchez, amerikansk politiker
- 1961 – John Thune, amerikansk republikansk politiker, senator för South Dakota
- 1963 – Rand Paul, amerikansk republikansk politiker, senator (Kentucky)
- 1964 – Nicolas Cage, amerikansk skådespelare
- 1967
  - Nick Clegg, brittisk liberaldemokratisk politiker, partiledare för Liberaldemokraterna, Storbritanniens biträdande premiärminister
  - Jacob Ericksson, svensk skådespelare
- 1970
  - Andy Burnham, brittisk parlamentsledamot för Labour
  - Magnus Ringman, svensk journalist
- 1971 – Gerry Friedle, österrikisk sångare med artistnamnet DJ Ötzi
- 1978 – Jean Charles de Menezes, brasiliansk elektriker bosatt i London (dödad av brittisk polis som misstänkt för ett bombdåd dagen före sin död)
- 1983 – Carl Schlyter, svensk miljöpartistisk politiker, europaparlamentariker
- 1985 – Lewis Hamilton, brittisk formel 1-förare
- 1987
  - Davide Astori, italiensk fotbollsspelare
  - Lyndsy Fonseca, amerikansk skådespelare
- 1988 – Robert Sheehan, irländsk skådespelare
- 1991 – Eden Hazard, belgisk fotbollsspelare
- 1994 – Phoebe Stänz, schweizisk ishockeyspelare

## Avlidna
- 1131 – Knut Lavard, dansk prins och hertig samt jarl av Slesvig
- 1285 – Karl I, kung av Sicilien, Neapel, Albanien, Jerusalem och Achaea samt greve av Anjou, Maine, Provence och Forcalquier
- 1451 – Felix V, född Amadeus av Savojen, motpåve
- 1536 – Katarina av Aragonien, Englands drottning (gift med Henrik VIII)
- 1655 – Innocentius X, påve
- 1715 – François Fénelon, fransk kyrkoman, teolog och andlig författare
- 1743 – Anna Sophie Reventlow, Danmarks och Norges drottning (gift med Fredrik IV)
- 1770 – Carl Gustaf Tessin, svensk greve, ambassadör, politiker och riksråd, kanslipresident
- 1830 – Thomas Lawrence, brittisk målare
- 1864 – Caleb Blood Smith, amerikansk politiker, jurist och publicist, USA:s inrikesminister
- 1893 – Jožef Stefan, österrikisk fysiker, matematiker och poet
- 1932 – André Maginot, fransk politiker, Frankrikes krigsminister, upphovsman till försvarsverket Maginotlinjen
- 1937 – Charles Henderson, amerikansk demokratisk politiker och affärsman, guvernör i Alabama
- 1940 – Carl Boberg, svensk predikant, riksdagsman och författare
- 1943 – Nikola Tesla, serbisk uppfinnare samt maskin- och elektroingenjör, som har fått enheten för magnetisk flödestäthet och magnetisk induktion (tesla) uppkallad efter sig
- 1949 – Elin Wägner, svensk författare, journalist och feminist, ledamot av Svenska Akademien
- 1967 – Albin Erlandzon, svensk skådespelare
- 1972 – André Numès Fils, fransk skådespelare
- 1974 – William R. Laird, amerikansk demokratisk politiker och advokat, senator för West Virginia
- 1984 – Alfred Kastler, fransk fysiker, mottagare av Nobelpriset i fysik 1966
- 1985 – Ruth Althén, svensk operasångare
- 1988 – Trevor Howard, brittisk skådespelare
- 1989 – Hirohito (Showa), kejsare av Japan
- 1998 – Vladimir Prelog, bosnienkroatisk organisk kemist, mottagare av Nobelpriset i kemi 1975
- 2004 – Ingrid Thulin, svensk skådespelare
- 2006 – Heinrich Harrer, österrikisk bergsklättrare, geograf och författare
- 2008 – Bo Siegbahn, svensk socialdemokratisk ambassadör, politiker och författare
- 2011
  - Phil Kennemore, amerikansk basist i bandet Y&T
  - Juan Piquer Simón, spansk filmregissör
- 2014 – Run Run Shaw, kinesisk filmmogul och TV-producent
- 2015
  - Tadeusz Konwicki, polsk författare och regissör
  - Arch A. Moore, amerikansk republikansk politiker, West Virginias guvernör
  - Rod Taylor, australisk-amerikansk skådespelare
  - Dödade vid attentatet mot Charlie Hebdo:
    - Jean Cabut, fransk serie- och satirtecknare
    - Stéphane Charbonnier, fransk karikatyrtecknare och journalist
    - Bernard Verlhac, fransk satirtecknare
    - Georges Wolinski, fransk serie- och satirtecknare
- 2016 – Muhammed Sayed, indisk politiker
- 2017 – Mário Soares, portugisisk premiärminister och president
- 2018 – France Gall, fransk sångerska
- 2020 – Neil Peart, kanadensisk trumslagare, främst i Rush
- 2024 – Franz Beckenbauer, tysk fotbollsspelare, VM-guld 1974